# Ела Мейс
Ела Мейс (на английски: Ella Maise) е американска писателка на произведения в жанра любовен роман, хумор и чиклит.

## Биография и творчество
Ела Мейс е родена през 1985 г. във Варбери, Швеция.
Първият ѝ роман „Изгубена прелюдия“ от поредицата „Александър и Мая“ е издаден през 2015 г. Той е драматична история за любов и раздяла между двамата герои. Историята е продължена във втория роман от поредицата „Загубени сърдечни удари“, в който е даден втори шанс за продължаване на връзката им.
През 2015 г. е издаден и първия ѝ роман „Да обичаш Джейсън Торн“ от поредицата „Любов и омраза“. Той е хумористична история за първата любов и нейното развитие с промените в живота на героите – Олив и Джейсън. Втората книга от поредицата представя комичното начало и развитие на връзката между Луси и Адам, който е съсед на героите от първата книга.
Следват романите ѝ „Най-трудното влюбване“ от 2018 г. и „Брак по сметка“ от 2019 г. В историите на нейните романи авторката се обръща предимно към емоциите и преживяванията на нейните герои и по-малко към сексуалните връзки, които трябва да дойдат в подходящия момент.

## Произведения

### Самостоятелни романи
- The Hardest Fall (2018)[1][2][2][3]
Най-трудното влюбване, изд.: ИК „Труд“, София (2023), прев.
- Marriage For One (2019)
Брак по сметка, изд.: ИК „Труд“, София (2023), прев. Невена Иванова
- Charlie, Love and Cliches (2023)

### Поредица „Александър и Мая“ (Alexander & Maya)
1. Lost Prelude (2015)[1][2]
2. Lost Heartbeats (2015)

### Поредица „Любов и омраза“ (Love & Hate)
1. To Love Jason Thorn (2015)[1][2]
Да обичаш Джейсън Торн, изд.: ИК „Труд“, София (2023), прев. Цветелина Тенекеджиева
2. To Hate Adam Connor (2016)
Да мразиш Адам Конър, изд.: ИК „Труд“, София (2023), прев.